# Raimundo Lida
Raimundo Lida (* 15. November 1908 in Lemberg; † 20. Juni 1979 in Cambridge, Massachusetts) war ein argentinischer und US-amerikanischer Romanist und Hispanist jüdisch-galizischer Abstammung.

## Leben und Werk
Lida kam als Kleinkind nach Argentinien, wo er 1930 die Staatsbürgerschaft erwarb. Er studierte in Buenos Aires bei Amado Alonso. Von 1936 bis 1946 vertrat er ohne Bezahlung  den Lehrstuhl für Ästhetik an der Universidad Nacional de La Plata. Von 1937 bis 1943 war er Bibliothekar der Bibliothek der Zentralbank. 1939 nahm er ein Stipendium der Guggenheim-Stiftung wahr. Ab 1943 war er Herausgeber der Revista de la Universidad de Buenos Aires.  Er promovierte 1943 an der Universität Buenos Aires mit der Arbeit Belleza, arte y poesía en la estética de Santayana (Tucumán 1943). 

1947 verließ er Argentinien und ging auf Einladung von Alfonso Reyes nach Mexiko ans Forschungsinstitut für Literatur- und Sprachwissenschaft El Colegio de México. Er lehrte an der Nationalen Autonomen Universität von Mexiko. 1953 wurde er als Nachfolger von Amado Alonso an die Harvard University berufen und erwarb 1958 die US-amerikanische Staatsbürgerschaft. Ab 1968 besetzte er in Harvard den Smith Chair. 1970 wurde er in die American Academy of Arts and Sciences gewählt.
Raimundo Lida war der Bruder von María Rosa Lida de Malkiel. Er war in zweiter Ehe verheiratet mit Denah Lida.

## Weitere Werke
- (Hrsg. und Übersetzer mit Amado Alonso) Introducción a la estilística romance, por Karl Vossler, Leo Spitzer y Helmut Hatzfeld, Buenos Aires 1932
- (mit Charles Bally, Elise Richter und Amado Alonso) El Impresionismo en el lenguaje, Buenos Aires 1936, 3. Auflage 1956
- (Hrsg. mit Amado Alonso) El Español en Chile, trabajos de Rodolfo Lenz, Andrés Bello y Rodolfo Oroz, Buenos Aires 1940
- Letras hispánicas. Estudios. Esquemas, Mexiko 1958, 1981
- Prosas de Quevedo, Barcelona 1980
- Rubén Darío. Modernismo, Caracas 1984
- Estudios Hispánicos, Mexiko 1988